# Turtle (Syntax)
Turtle (Terse RDF Triple Language) ist in der Informatik eine Serialisierung für Graphen im Resource Description Framework (RDF). Sie wurde von Dave Beckett entwickelt. Sie ist eine Teilmenge des von Tim Berners-Lee und Dan Connollys entworfenen Notation 3 (N3) und schließt das minimale N-Triples-Format mit ein. Anders als N3 überschreitet Turtle nicht das Graphenmodell von RDF.
SPARQL verwendet eine Teilmenge von N3, die in Bezug auf die Graphenmuster Turtle ähnelt, aber zusätzlich auch die Klammersyntax von N3 verwendet, um Teilgraphen abzugrenzen.
Die RDF Working Group des World Wide Web Consortium (W3C) hat Turtle am 9. August 2011 als ersten „Working draft“ (Arbeitsentwurf) angenommen, am 10. Juli 2012 folgte ein zweiter „Working draft“. Am 25. Februar 2014 wurde Turtle zusammen mit RDF 1.1 als „RDF 1.1 Turtle“ als Empfehlung verabschiedet.
Turtle ist unter Semantic-Web-Entwicklern verbreitet, weil es als benutzerfreundliche Alternative zu RDF/XML gilt. Ein nennenswerter Anteil von Werkzeugen für RDF verwendet Turtle zum Parsen und Serialisieren (z. B. Redland, Sesame, Jena und RDFLib).

## Beispiel
```
@prefix
 
rdf:
 
<http://www.w3.org/1999/02/22-rdf-syntax-ns#>
 
.

@prefix
 
dc:
 
<http://purl.org/dc/elements/1.1/>
 
.

@prefix
 
ex:
 
<http://example.org/stuff/1.0/>
 
.

<http://www.w3.org/TR/rdf-syntax-grammar>

  
dc
:
title
 
"RDF/XML Syntax Specification (Revised)"
 
;

   
ex
:
editor
 
[

     
ex
:
fullname
 
"Dave Beckett"
;

     
ex
:
homePage
 
<http://purl.org/net/dajobe/>

   
]
 
.

```

Das Beispiel beschreibt einen RDF-Graph, der aus vier Tripeln mit folgenden Aussagen besteht:
- Der Technische Bericht des W3C über die RDF-Syntax hat den Titel RDF/XML Syntax Specification (Revised).
- Der Herausgeber dieses Berichts ist jemand
  - mit dem Namen Dave Beckett und
  - mit einer Homepage unter der Adresse http://purl.org/net/dajobe/.

Das Turtle-Beispiel ist auch gültiges Notation3.
Der MIME-Type von Turtle ist text/turtle. Die Zeichenkodierung eines Turtle-Dokuments ist UTF-8.